# طعمه (فیلم ۲۰۰۰)
طعمه (انگلیسی: Bait) یک فیلم کمدی اکشن آمریکایی-کانادایی محصول سال ۲۰۰۰ با بازی جیمی فاکس و دیوید مورس به کارگردانی آنتوان فوکوآ است. این فیلم با شکست مالی بزرگی روبرو شد، ۵۱ میلیون دلار هزینه تولید اما تنها حدود ۱۵ میلیون دلار فروش داشت.

## بازیگران
- جیمی فاکس
- دیوید مورس
- دیوید پایمر
- دوگ هاتچیسون
- جیمی کندی
- جفری داناوان
- کیمبرلی الیز
- مگان دادز
- مایک اپس
- نستور سرانو
- رابرت پاستریولی
- تیا تکسادا